# 캐딜락 XLR

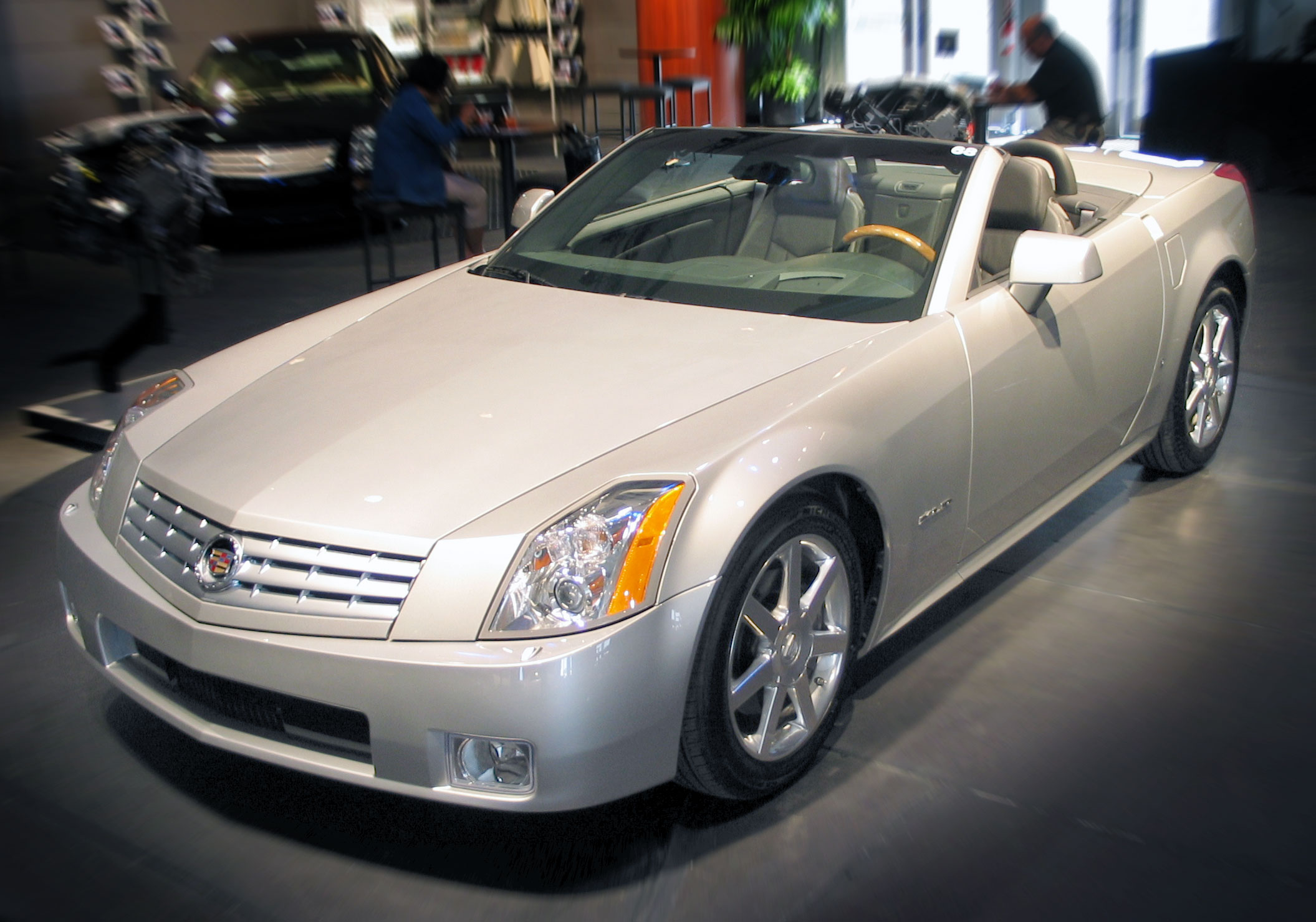
캐딜락 XLR 정측면

캐딜락 XLR(Cadillac XLR)은 미국 GM이 캐딜락 브랜드로 생산, 판매한 럭셔리 스포츠 로드스터이며, 캐딜락의 마지막 로드스터이기도 하다. 1999년에 북미 국제 오토쇼를 통해 발표된 컨셉트 카인 이보크(Evoq)를 발전시키는 형태로 제작되어 2003년에 북미 국제 오토쇼에서 양산형이 공개된 후 출시되어, 1993년에 단종된 알란테의 자리를 10년만에 채웠다. 6세대 쉐보레 콜벳의 프레임을 이용해서 개발되었으며, 전동식 하드탑을 갖췄다. 후륜구동 방식이며, 엔진은 쉐보레 콜벳이 쓰던 푸시로드식 V8 대신 캐딜락에만 적용하던 V8 4.6L DOHC 노스스타 엔진을 적용하고, 타이어는 235/50R18이라는 좁은 규격을 장착한 탓에 성능이 콜벳과 맞먹지는 못했다. 변속기의 경우 5단 자동만 장착되었다. 2004년에 북미 올해의 차에 선정되었으나, 수상을 하지는 못하였다. 2005년 2월 6일에 고성능 버전인 XLR-V가 슈퍼볼 광고를 통해 처음 공개되었는데, 슈퍼볼의 최우수 선수로 뽑힌 데온 브랜치에게 XLR이 전달되었다. 이후 북미 국제 오토쇼를 통해 정식 공개된 후 2006년 초에 출시되었다. 기존의 XLR과 달리 6단 자동변속기를 물렸고, 흡배기를 조정하였으며, 슈퍼 차저가 장착된 V8 DOHC 4.4L 노스스타 엔진을 탑재하였다. 2008년 가을에 들어서 서브프라임 모기지 사태와 리먼 브라더스의 파산의 영향으로 판매량이 감소하였고, 결국 판매 부진으로 인해 2009년 3월 31일에 후속 차종 없이 단종되면서 캐딜락의 로드스터는 역사의 뒤안길로 사라졌다.